# 三叶乌蔹莓
三叶乌蔹莓（学名：Cayratia trifolia）是葡萄科乌蔹莓属的植物。分布在泰国、老挝、越南、马来西亚、柬埔寨、印度尼西亚、孟加拉国、印度以及中国大陆的云南等地，生长于海拔500米至1,000米的地区，多生于溪边林缘、山坡或林中，目前尚未由人工引种栽培。

## 别名
狗脚迹、三爪龙（思茅）